# جیمز بیلی (بازیکن فوتبال)
جیمز بیلی (انگلیسی: James Bailey؛ زادهٔ ۱۸ سپتامبر ۱۹۸۸) بازیکن فوتبال اهل بریتانیا است.
از باشگاه‌هایی که در آن بازی کرده‌است می‌توان به باشگاه فوتبال دربی کانتی، باشگاه فوتبال پون سیتی، باشگاه فوتبال بارنزلی، باشگاه فوتبال کرو آلکساندرا، و باشگاه فوتبال کاونتری سیتی اشاره کرد.